# Dahil Sa Iyo
«Dahil Sa Iyo» (таг. «Из-за тебя», англ. «Because of you») — популярная филиппинская песня Майка Веларде-мл. (Mike Velarde, Jr.) на слова Доминадора Сантьяго (Dominador Santiago) была написана в 1938 для фильма «Прекрасная звезда» (таг. Bituing Marikit) и впервые исполнена «Королем филиппинского кино» Рохелио де ла Росой (Rogelio de la Rosa). Песня написана в традиционном жанре филиппинского фольклора — это кундиман, то есть любовная серенада.
В 1964 г хитом в США, а затем и в мире стала англо-тагальская версия песни Томаса Спиносы и Майка Веларде-мл. Имеет текст на английском и тагальском языках. Из-за популярности песни появились предложения заменить ею филиппинский гимн
Это любимая песня, «коронный номер» жены филиппинского диктатора, могущественной красавицы Имельды Маркос. Она блестяще исполняла ее на многих официальных мероприятиях, в том числе, когда баллотировалась на пост президента в 1992 г.
Оригинальным вариантом является запись 1964 года в исполнении Коры и Сантоса Белой в сопровождении оркестра Тома Спиносы.
«Dahil Sa Iyo» переведена на многие языки мира и включена в репертуар ряда известных исполнителей. На русский не переводилась.